# Симфонія № 36 (Моцарт)
Симфонія № 36, До мажор, KV 425 Вольфганга Амадея Моцарта, відома також як Лінц-Симфонія, написана в кінці 1783 року. Симфонія була написана у місті Лінц, де Моцарт із жінкою зупинявся під час подорожі із Зальцбурга до Відня, протягом 4 днів. У Лінці відбулася прем'єра симфонії 4 листопада 1783 року. У Відні вперше виконана 1 квітня 1784 року. Автограф симфонії не зберігся.

## Структура
1. Adagio, 3/4 — Allegro spiritoso, 4/4
2. Poco adagio, 6/8
3. Menuetto, 3/4
4. Finale (Presto), 2/4

## Ноти і література
Вікісховище має мультимедійні дані за темою: Симфонія № 36 (Моцарт)
- Ноти [Архівовано 10 лютого 2012 у Wayback Machine.] на IMSLP
- Dearling, Robert: The Music of Wolfgang Amadeus Mozart: The Symphonies Associated University Presses Ltd, London 1982 ISBN 0-8386-2335-2
- Kenyon, Nicholas: The Pegasus Pocket Guide to Mozart Pegasus Books, New York 2006 ISBN 1-933648-23-6
- Zaslav, Neal:Mozart's Symphonies: Context, Performance Practice, Reception OUP, Oxford 1991 ISBN 0-19-816286-3